# Henning Christensen
Henning Christensen (født 7. oktober 1948 i Kjellerup) er en dansk virksomhedsleder, grundlægger og ejer af Designa Køkken og Jysk Køkkenlager.
Han blev uddannet bygningskonstruktør i 1973. Kort tid efter studierne var overstået, blev han sammen med sine 2 brødre en del af byggevirksomheden Brdr. Christensen.
I 1992 valgte Henning Christensen at starte sit eget firma. Han begyndte at producere små møbler hjemme i sin garage. Det første produkt var et lille Tv-bord som han afsatte til Bilka butikkerne. Herefter fulgte flere varenumre, og grundlaget for virksomheden og fabrikken i Kjellerup var lagt. Designa Køkken havde en omsætning på ca. 500 millioner kroner i 2008. 
Henning Christensen har været aktiv i lokalpolitik i 17 år. Først sad han i byrådet i det daværende Kjellerup Kommune for en borgerliste, og senere for Venstre. Han er ikke længere politisk aktiv.
I september 2013 valgte Henning Christensen af forlade stillingen som administrerende direktør for Designa på grund af alder.
Han har 4 børn hvoraf de 2 er ansat hos Designa Køkken. Hustruen igennem mange år døde i 2005 efter længere tids sygdom.

## Sport
Alle sine dage har han været interesseret i sport. I sine unge dage spillede han på Kjellerup Idrætsforening's førstehold i fodbold. Nu sidder han i klubbens eliteudvalg, ligesom han via firmaet er hovedsponsor.
Henning Christensen var bestyrelsesmedlem og hovedsponsor hos Viborg HK A/S, ligesom var er bestyrelsesmedlem i organisationen bag cykelholdet Team Designa Køkken.